# Gymnocarena serrata
Gymnocarena serrata är en tvåvingeart som beskrevs av Allen L.Norrbom 1992. Gymnocarena serrata ingår i släktet Gymnocarena och familjen borrflugor. Inga underarter finns listade i Catalogue of Life.